# Millersburg (Oregon)
Millersburg az Amerikai Egyesült Államok északnyugati részén, Oregon állam Linn megyéjében helyezkedik el. A 2010. évi népszámláláskor 1329 lakosa volt. A város területe 12,04 km², melyből 0,57 km² vízi.

## Történet
Az egykoron a Southern Pacific Railroad vonalán élt földműves családról elnevezett Millersburg városát 1974-ben alapították azért, hogy megakadályozzák Albanynek a Wah Chang Corporation cirkóniumfeldolgozójának irányába való terjeszkedését; az üzem az USA bányaügyi hivatala részére bányászta az ércet. A ma az Allegheny Technologies tulajdonában lévő, ATI Wah Chang néven működő feldolgozó továbbra is a település legnagyobb foglalkoztatója.
A kétezres években erős szagok lengték be a helységet, amelyet sokan a bányának tulajdonítottak, azonban a Weyerhauser faipari feldolgozóüzeméből származtak. A bűz miatt többen is kísérletet tettek mindkét vállalkozás bezáratására. Utóbbi gyárat 2008 augusztusában eladták az International Papernek, amely 2009 végén bezárta azt; a döntéssel 270 dolgozót küldtek el. Az épület bontása 2012. július 22-én kezdődött meg a négyes számú kémény felrobbantásával.
2008-ban a Peak Sun Silicon egy 930 négyzetméter alapterületű, polikristályos napelemek gyártására szakosodott gyárat hozott létre. A kezdetben 50 főt foglalkoztató üzem a dolgozói számát 2013-ra megtízszerezte volna, azonban az energiaügyi hivataltól felvett kölcsönt a vállalat nem tudta visszafizetni, így az üzem csődbe ment.

## Népesség

### 2010
A 2010-es népszámláláskor a városnak 1329 lakója, 504 háztartása és 387 családja volt. A népsűrűség 115,9 fő/km2. A lakóegységek száma 538, sűrűségük 46,9 db/km2. A lakosok 91,9%-a fehér, 0,1%-a afroamerikai, 1,1%-a indián, 1,4%-a ázsiai,  3%-a egyéb, 2,6%-a pedig kettő vagy több etnikumú. A spanyol vagy latino származásúak aránya 6,6% (5,1% mexikói,  0,2% kubai, 1,3% egyéb spanyol vagy latino származású.)
A háztartások 34,1%-ában élt 18 évnél fiatalabb. 65,3% házas, 7,5% egyedülálló nő, 4% egyedülálló férfi, 23,2% pedig nem család. 16,7% egyedül élt; 6,4%-uk 65 éves vagy idősebb. Egy háztartásban átlagosan 2,63 személy élt; a családok átlagmérete 2,92 fő.
A medián életkor 41,2 év volt. A város lakóinak 23,6%-a 18 évesnél fiatalabb, 5,2% 18 és 24 év közötti, 27,2%-uk 25 és 44 év közötti, 30%-uk 45 és 64 év közötti, 14,1%-uk pedig 65 éves vagy idősebb. A lakosok 50,6%-a férfi, 49,4%-a pedig nő.

### 2000
A 2000-es népszámláláskor  a városnak 651 lakója, 263 háztartása és 179 családja volt. A népsűrűség 56,8 fő/km2. A lakóegységek száma 288, sűrűségük 25,2 db/km2. A lakosok 96,47%-a fehér,  0,77%-a indián, 0,92%-a ázsiai,  0,15%-a egyéb-, 1,69%-a pedig kettő vagy több etnikumú. A spanyol vagy latino származásúak aránya 2,76% (1,1% mexikói, 0,2% Puerto Ricó-i,  1,5% pedig egyéb spanyol/latino származású.)
A háztartások 30,4%-ában élt 18 évnél fiatalabb. 59,3% házas, 6,1% egyedülálló nő; 31,6% pedig nem család. 25,1% egyedül élt; 8,4%-uk 65 éves vagy idősebb. Egy háztartásban átlagosan 2,48 személy élt; a családok átlagmérete 2,98 fő.
A város lakóinak 24,4%-a 18 évesnél fiatalabb, 6% 18 és 24 év közötti, 29,3%-uk 25 és 44 év közötti, 29%-uk 45 és 64 év közötti, 11,2%-uk pedig 65 éves vagy idősebb. A medián életkor 37 év volt. Minden 100 nőre 105,4 férfi jut; a 18 évnél idősebb nőknél ez az arány 103,3.
A háztartások medián bevétele 35 469 amerikai dollár, ez az érték családoknál $48 393. A férfiak medián keresete $35 909, míg a nőké $25 625. A város egy főre jutó bevétele (PCI) $16 964. A családok 7,1%-a, a teljes népesség 8,7%-a élt létminimum alatt; a 18 év alattiaknál ez a szám 5%, a 65 évnél idősebbeknél pedig 12,9%.

## Fordítás
Ez a szócikk részben vagy egészben  a   Millersburg, Oregon című angol Wikipédia-szócikk ezen változatának fordításán alapul.  Az eredeti cikk szerkesztőit annak laptörténete sorolja fel. Ez a jelzés csupán a megfogalmazás eredetét és a szerzői jogokat jelzi, nem szolgál a cikkben szereplő információk forrásmegjelöléseként.